# Hiskel Tewelde
Hiskel Tewelde (* 15. September 1986) ist ein eritreischer Langstreckenläufer.

## Werdegang
Hiskel Tewelde gewann 2014 den Montferland Run und konnte bei den Afrikaspielen 2015 in Brazzaville Bronze im Halbmarathon gewinnen. Im Folgejahr holte er bei den Halbmarathon-Weltmeisterschaften mit der eritreischen Mannschaft die Bronzemedaille und nahm bei den Olympischen Spielen 2016 im 5000-Meter-Lauf teil, schied jedoch im Vorlauf aus. 2017 siegte er beim Boulogne-Billancourt-Halbmarathon und zwei Jahre später konnte er den Paris-Halbmarathon gewinnen.